# Gran Premio Internacional de Rodas
El Gran Premio Internacional de Rodas es una carrera ciclista griega de un día creada en 2017 y que se disputada en la isla de Rodas.
Desde su creación pertenece al circuito UCI Europe Tour en la categoría 1.2.

## Palmarés
| Año  | Ganador          | Segundo                | Tercero           |
| ---- | ---------------- | ---------------------- | ----------------- |
| 2017 | Alan Banaszek    | Ahmet Örken            | Joshua Huppertz   |
| 2018 | Matteo Moschetti | Marco Maronese         | Joshua Huppertz   |
| 2019 | Dušan Rajović    | Charálampos Kastrantás | Luuc Bugter       |
| 2020 | Erlend Blikra    | Herman Dahl            | Joshua Huppertz   |
| 2021 | Tord Gudmestad   | Filippo Fiorelli       | Stan Van Tricht   |
| 2022 | André Drege      | Andreas Stokbro        | Christian Koch    |
| 2023 | Eirik Lunder     | Rasmus Bøgh Wallin     | Daniel Federspiel |
| 2024 | Tyler Stites     | André Drege            | Gustav Wang       |
| 2025 | Marcin Budziński | Pierre-Henry Basset    | Ben Jochum        |

## Palmarés por países
| País           | Victorias |
| -------------- | --------- |
| Noruega        | 4         |
| Polonia        | 2         |
| Italia         | 1         |
| Serbia         | 1         |
| Estados Unidos | 1         |